# Schloss Gangkofen

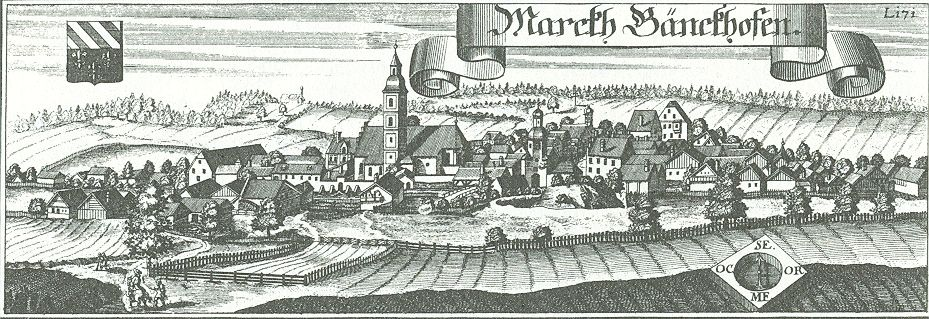
Markt Gangkofen nach einem Stich von Michael Wening von 1721

Das Schloss Gangkofen war der Hofmarksitz der niederbayerischen Gemeinde Gangkofen. Reste des Hofmarkgebäudes finden sich noch in dem Haus am Marktplatz 32.

## Geschichte
Der spätere Kaiser Heinrich II. beschenkte am 1. November 1011 (oder 1012) das von ihm gegründete Bistum Bamberg großzügig mit seinem Kammergut im Rott- und im Isengau. In dieser Schenkung wird im Isengau und in der Grafschaft des Gerold auch der Ort Gegen-inc-houun genannt; dies wird als die mittelalterliche Bezeichnung für Gangkofen (später auch Gängkoven oder Gängkhofen) angesehen, allerdings wird diese Bezeichnung bisweilen auch mit Ort Geigenkofen (heute ein Ortsteil der Gemeinde Reisbach) gleichgesetzt.
Gangkofen war den Grafen von Leonberg zuzurechnen. Diese werden hier 1280 und 1303 erwähnt. Zur Herrschaft Gangkofen zählten die Ritterlehen Hochholding, Morolding, Panzing und Schernegg. Die Hochholdinger sind Ministeriale der Leonberger. Über die Herrschaft Gangkofen werden seit dem Graf Bernger III. von Leonberg auch Vogteirechte über die Pfarrkirchen zu Ober- und Unterdietfurt ausgeübt. Kurzfristig sind zu Gangkofen auch die Grafen von Dornberg ansässig, eventuell weil sie schon früh Vögte des Bischofs von Würzburg waren. Die leonbergische Herrschaft Gangkofen ist dann 1309 auf dem Erbweg an die Grafen von Hals gekommen. An dem sich entzündenden Streit um das leonbergische Erbe waren die Wittelsbacher, die Grafen von Ortenburg und die Landgrafen von Leuchtenberg beteiligt. Gangkofen ist dann 1379 an die Grafen von Ortenburg gekommen. Am 16. Oktober 1385 gingen die Besitzungen aber von Graf Heinrich IV. zu Ortenburg und seiner Frau Agnes von Hals auf dem Kaufweg an die Wittelsbacher über.
Bereits am 3. März 1327 wird ein Chunrat der Drenbech, richter zu Geinhofen genannt. Am 12. März 1376 wird im Markt Gangkofen ein Gericht erwähnt. Seit Mitte des 15. Jahrhunderts begann das Pfleggericht Gangkofen die kleine Pflege Massing mehr und mehr an sich heranzuziehen und diese schließlich zu inkorporieren. Die Herrschaft Gangkofen gehörte zu dem von König Maximilian I. um 1500 gebildeten Bayerischen Reichskreis, während die hier entstandene Deutschordenskommende Gangkofen zum Fränkischen Reichskreis gehörte.
1803 wird das Pfleggericht Gangkofen vom Landgericht Vilsbiburg dem Landgericht Eggenfelden unterstellt. Im Zuge der Reformen von 1818 und den Gebietsreformen der 1970er Jahre entstand daraus die die heutige Gemeinde Gangkofen.

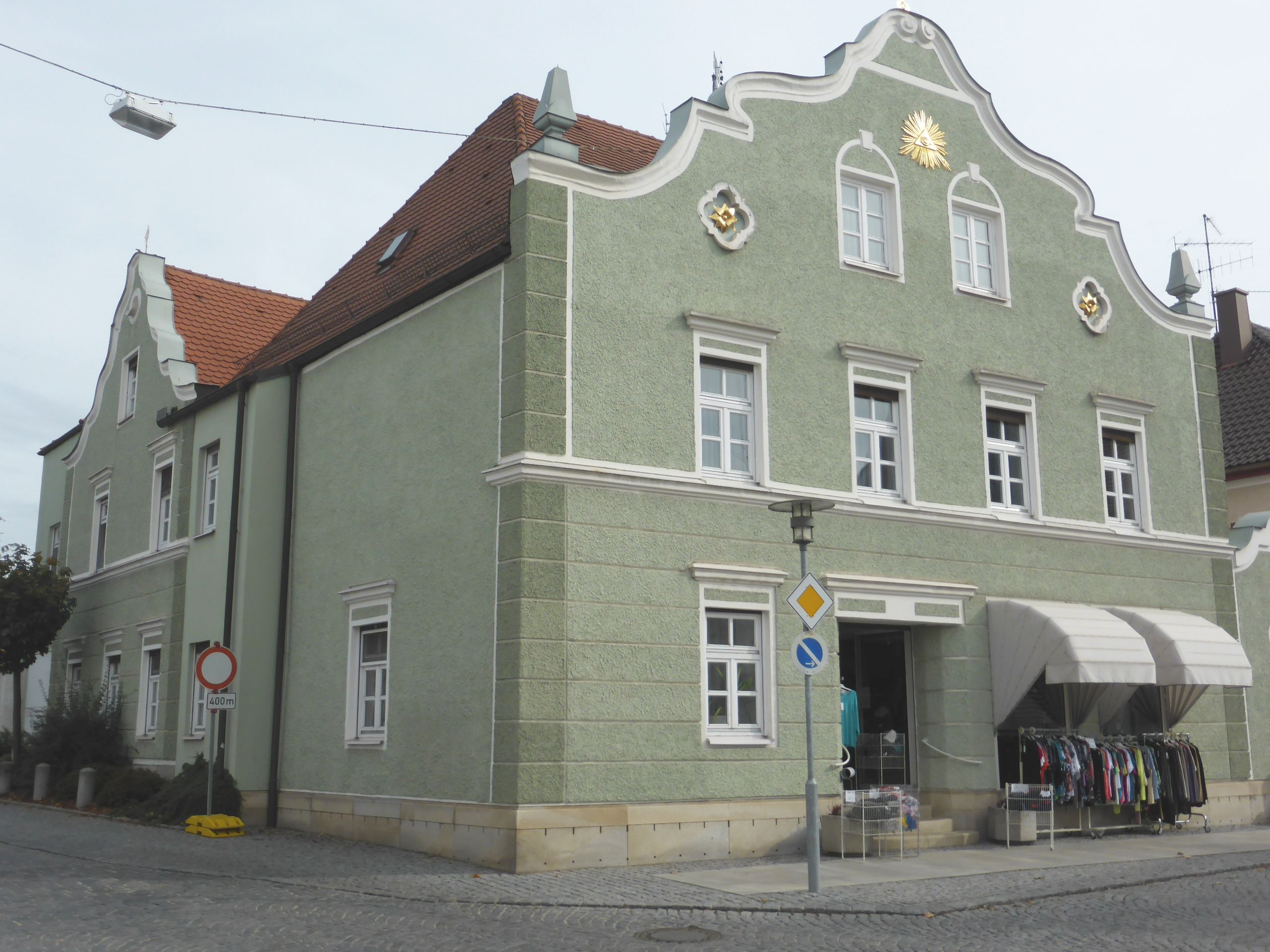
Gebäude Marktplatz 32 in Gangkofen

## Baulichkeiten
Teile des ehemaligen spätmittelalterlichen Schlosses sind in dem zweigeschossigen und denkmalgeschützten Walmdachbau Marktplatz 32 von Gangkofen enthalten. Das Gebäude besitzt neubarocke Giebelblenden, stammt im Kern wohl aus dem 17. und 18. Jahrhundert, ist eventuell aber noch älter.